# Liste der Naturdenkmale in Krümmel (Westerwald)
Die Liste der Naturdenkmale in Krümmel nennt die im Gemeindegebiet von Krümmel ausgewiesenen Naturdenkmale (Stand 13. Juni 2024).

## Naturdenkmale
| Nr.         | Bezeichnung | Lage                                         | Beschreibung  | Bild            |
| ----------- | ----------- | -------------------------------------------- | ------------- | --------------- |
| ND-7143-485 | Alte Eiche  | nordöstlich des Ortes; Flur Hähncheseck Lage | Quercus robur | Fotos hochladen |